# Hermann Bruhn (Maschinenbauer)
Hermann Bruhn (* 2. Januar 1872 in Flensburg; † 24. Juli 1943 ebenda) war ein deutscher Manager und Politiker.

## Ausbildung
Hermann Bruhn, Sohn des Kaufmanns Friedrich Mommse Bruhn (1832–1909), besuchte das Realgymnasium in Flensburg. Er absolvierte eine Lehre als Maschinenbauer und ging zur See als Maschinenassistent. Von 1891 bis 1892 studierte er Maschinenbau an der TH Karlsruhe und von 1892 bis 1896 an der TH Hannover. In Karlsruhe wurde er 1891/92 Mitglied der Karlsruher Burschenschaft Teutonia.

## Berufsleben
Von 1862 bis 1900 war er als Betriebsingenieur für eine Fabrik in Lübeck tätig. Von 1900 bis 1909 war er Stellvertretender Direktor und technischer Leiter im Betrieb seines Vaters. Es handelt sich hierbei um die 1866 gegründete und 1897 mit einem Konkurrenzunternehmen fusionierten "Vereinigten Flensburg-Ekensunder und Sonderburger Dampfschiffs-Gesellschaft", vgl. Geschichte der Flensburger Förde. Als sein Vater 1909 verstarb, übernahm Bruhn als Direktor die Leitung des Unternehmens, das 1934 liquidiert werden musste.

## Mitgliedschaften
Von 1911 bis 1935 war Bruhn Stadtverordneter von Flensburg für die Bürgerliche Einheitsfront. Von 1921 bis 1933 Stadtverordnetenvorsteher. Von 1916 bis 1932 war Mitglied des engeren Ausschusses des Aufsichtsrates der Kraftwerke GmbH Flensburg und der Gaswerks GmbH Flensburg. Am 31. Januar 1921 wurde er zum Vorstandsmitglied des Vereins für Handel und Industrie in Flensburg gewählt.